# Christian Hager
Christian Hager (* 1957; † 3. August 2012) war ein österreichischer Sachbuchautor zum Thema Schienenverkehr und von 1976 bis 2012 zunächst als Fahrdienstleiter, später als Fachtrainer bei der ÖBB tätig.

## Publikationen
- Eisenbahn-Sicherungsanlagen in Österreich, Bd. 1: Stellwerke;  Verlag Peter Pospischil, Wien 1. Aufl. 1984.
- Die Mühlkreisbahn; Ennsthaler, Steyr 1988. ISBN 978-3-85068-251-0
- Die Eisenbahnen im Salzkammergut; Ennsthaler, Steyr 1992. ISBN 978-3-85068-350-0
- Eisenbahn-Sicherungsanlagen in Österreich, Bd. 2: Signale;  Verlag Peter Pospischil, Wien 1. Aufl. 1994.
- Die Werksbahn der VOEST-ALPINE Stahl Linz GmbH; Nordhorn: Kenning, 1995. ISBN 978-3-927587-39-7
- Die Bahnen im Innviertel; Pospischil, Wien 1995, 1. Aufl.
- Auf den Pöstlingberg!; Denkmayr, Linz 1997. ISBN 978-3-901123-90-0
- Steyrtalbahn; Denkmayr, mit Peter Wegenstein; Linz 1998. ISBN 978-3-901838-22-4
- Bahnhof St. Valentin und Siebergtunnel – Von der Abzweigstation zum Hochleistungs-Verkehrsknoten; Denkmayr, Linz 2001. ISBN 978-3-901838-84-2
- Linz steigt um – die Nahverkehrsdrehscheibe Linz; mit Robert Schrempf; Denkmayr, Linz 2004. ISBN 978-3-902257-94-9